# 英國內政部
內政部（英語：Home Office）是負責安全及秩序的英國政府部門。內政部主要負責治安、英國邊境局、移民控管業務和軍情五處。它也負責保安相關政府政策，例如打擊毒品、反恐和發放身分證。它過去負責監獄管理局和假釋管理機構，但這些業務現在改歸2007年創設的司法部。
本部在內政部官方文件中、及在英國國會提及之時持續稱為「Home Department」。

## 歷史
在1782年3月27日，當時的南方部改名內政部，原有職員全數轉職至內政部。在同日，北方部更名外交部。為與新部門名字相稱，在這兩個國務部門之間有職責的轉移。一切國內事務移至內政部，一切國外事務變為外交部職責。大多數後來創設的國內事務部門（包括處理例如教育事務的部門），其職責在創部後從內政部分離出。
最初的職責是：
- 答覆遞送至國王的呈請和演講
- 建議國王
  - 御准
  - 許可狀和委任狀
  - 皇家特權的行使
- 代表國王對君主的官員、地方治安官和地方官主要就法律和秩序發佈命令
- 英國境內特別勤務行動
- 保護公眾
- 維護個人的權利和自由

後來在接下來的年份中職責發生變更：
- 1793年 加入：外國人規章
- 1794年 移除：軍隊的控制（給戰爭國務大臣）
- 1801年 移除：殖民地事務（給戰爭和殖民地國務大臣）
- 1804年 移除：巴巴利國領事（給戰爭和殖民地國務大臣）
- 1823年 加入：監獄
- 1829年 加入：警察管理機構
- 1836年 加入：英格蘭和威爾士的出生、死亡和婚姻登記
- 1844年 加入：歸化
- 1845年 加入：友好社團的登記
- 1855年 移除：義勇騎兵和民兵（給戰爭部）
- 1858年 加入：地方衛生委員會
- 1871年 移除：地方衛生委員會（給地方政府委員會）
- 1871年 移除：出生、死亡和婚姻登記（給地方政府委員會）
- 1872年 移除：公路和收費公路（給地方政府委員會）
- 1875年 加入：爆炸物的控制
- 1875年 移除：友好社團的登記（給財政部）
- 1885年 移除：蘇格蘭事務（給蘇格蘭事務大臣）
- 1886年 移除：捕魚（給貿易委員會）
- 1889年 移除：森林專員公署（給農業委員會）
- 1900年 移除：有關墓地的事務（給地方政府委員會）
- 1905年 移除：公共住房（給地方政府委員會）
- 1914年 加入：危險藥物
- 1919年 移除：飛行器和空中交通（給空軍部）
- 1919年 移除：醫學培訓中的人體使用（給衛生部）
- 1919年 移除：幼兒和兒童看護（給衛生部）
- 1919年 移除：精神失常和精神衛生（給衛生部）
- 1919年 移除：衛生和安全（給衛生部）
- 1920年 加入：火器
- 1920年 移除：英國海外勞工事務代表（給勞工部）
- 1920年 移除：採礦（給礦務部）
- 1921年 加入：選舉
- 1922年 移除：與愛爾蘭自由邦的關係（給殖民地部）
- 1923年 移除：大英帝國勳章（給財政部）
- 1925年 移除：工會的登記（給勞工部）
- 1931年 移除：郡議會
- 1933年 加入：毒物
- 1934年 移除：都市自治市
- 1937年 移除：道路事故恢復（給運輸部）
- 1938年 加入：消防管理機構
- 1938年 移除：帝國服務勳章（給財政部）
- 1940年 移除：工廠檢驗（給勞工部）
- 1945年 移除：工人賠償金方案（給國民保險部）
- 1947年 加入：幼兒和兒童看護（從衛生部）
- 1947年 移除：廣告規章（給城鎮和鄉村規劃部）
- 1947年 移除：殯葬收費（給衛生部）
- 1947年 移除：建築社團的登記（給財政部）
- 1948年 移除：布羅德穆爾醫院（給控制精神失常委員會）
- 1950年 移除：民防結構性預防措施（給公共工程部）
- 1950年 移除：初級司法任命（給大法官）
- 1953年 移除：屠宰房（給住房和地方政府部）
- 1954年 移除：市場（給住房和地方政府部）
- 1956年 移除：鐵路事故（給運輸和民航部）
- 1969年 移除：水庫（給住房和地方政府部）
- 1971年 移除：英格蘭的兒童看護（給衛生和社會保障部）
- 1971年 移除：威爾士的兒童看護（給威爾士事務部）
- 1972年 移除：北愛爾蘭事務（給北愛爾蘭事務部）
- 1973年 移除：收養（給衛生和社會保障部）
- 1992年 移除：廣播和體育（給新創設的國家遺產部－後來的文化、傳媒和體育部）
- 2007年 移除：刑事司法、監獄和假釋以及法律事務（給新創設的司法部）
- 2007年 加入：反恐怖主義策略（從內閣辦公廳）
- 2016年 增加：英国消防救援機構（來自社区和地方政府部门）

內政部保留多種無其他部門管理的職責，并處理該部的主要法律和秩序議題，如英國夏時制的規則。

## 職責及目標
內政部有下述目的：
- 減少犯罪
- 確保人們在家中和每日生活中感到安全，尤其通過明顯的、靈敏的和負有責任的治安
- 保護英國免受恐怖襲擊
- 重新平衡惠及守法的多數人和受害者的刑事司法系統
- 管理犯罪分子以便保護公眾和減少重新犯罪
- 鎮守英國邊境，避免移民法律的弊端和管理有利於英國的移民

## 研究
為順應英國的5年科學技術戰略，內政部資助警務科學研究，包括：
- 拉曼光譜學——提供更靈敏的毒品和爆炸物檢測器（例如路邊毒品檢測）
- 生物測定學——包括面容和聲音識別
- 脫氧核糖核酸——從脫氧核糖核酸辨認犯罪分子特徵
- 太赫成像方法和技術——例如圖像分析和新照相機，以偵查犯罪，提高圖像和支持反恐怖主義
- 化學——提取潛在的指紋的新技術
- 細胞類型分析——鑒定細胞來源（例如頭髮、皮膚）
- 對違法藥物的改進的輪廓描繪——幫助鑒定它們的來源

## 組織
內政部目前經歷重大改革方案，以後在2006年前期廣泛宣傳此議題。這是目前內政部的組織，但或許要變動。它也非常複雜，因為在內政部里有許多次級機構，如管理向聯合王國的移民和避難申請的聯合王國邊境局。內政部也負責反恐情報部門和安全反恐辦公室，以及開展涉及恐怖主義的立法。
在2007年3月28日，憲法事務部將掌控從內政部分離出的英格蘭和威爾士的假釋、監獄和對重新犯罪的預防事務，并改名為司法部。這在2007年5月9日生效。

### 部門組織
- 英國簽證移民署（英语：UK Visas and Immigration）
- 英國護照署
- 英國邊境隊（英语：Border Force）

## 大臣團隊
截至2024年7月，主要大臣如下：
| 職位           | 職位                       | 大臣                     |
| -------------- | -------------------------- | ------------------------ |
| 內政大臣       | 內政大臣                   | 顧綺慧 議員閣下          |
| 內政部國務大臣 | 保安事務部長               | 丹·賈維斯 議員，MPE      |
| 內政部國務大臣 | 邊境安全及庇護事務部長     | 葉安琪女爵士 議員，DBE   |
| 內政部國務大臣 | 警察消防及罪案預防事務部長 | 戴安娜·約翰遜女爵士 閣下 |
| 內政部國務大臣 | 上議院代表部長             | 大衛·漢森勳爵 閣下       |
| 內政部政務次官 | 保護及婦女暴力事務部長     | 杰斯·菲利普斯 議員       |
| 內政部政務次官 | 移民及公民事務部長         | 西瑪·馬爾霍特拉 議員     |

## 地址

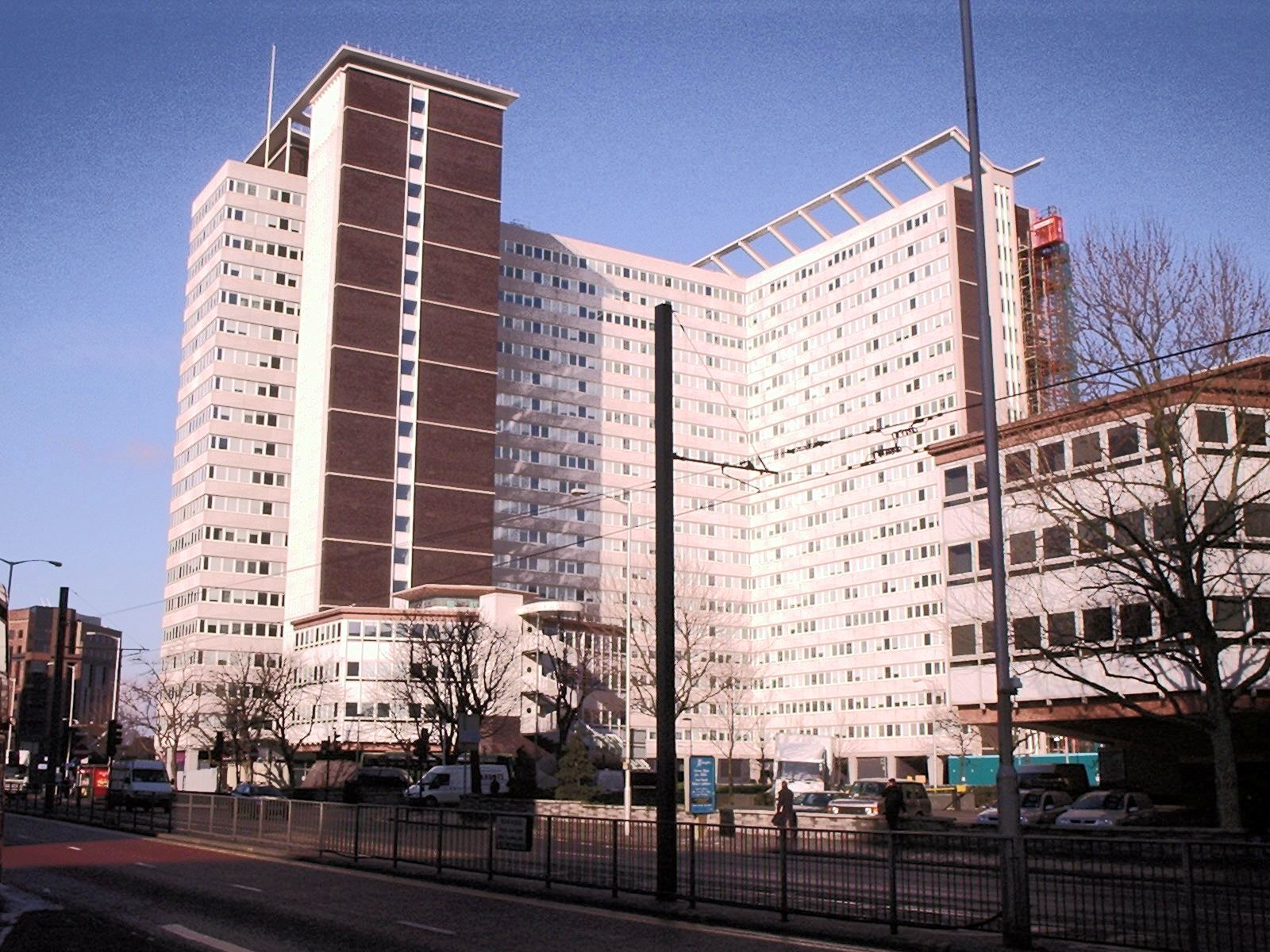
英國簽證移民署所在的克羅伊登盧納大廈

從1978年至2004年間，內政部位於西敏安妮女王門的一個粗野主義街區，由巴希爾·斯潘塞爵士設計，靠近圣詹姆士公園站。然而許多功能移交給倫敦和國家其它地方的辦事處，特別是移民和國籍部門的總部在克羅伊登。
在2005年春季，內政部搬往特里·法萊爾爵士設計的一個新樓，在西敏馬香街2號，在已拆除的環境部馬香塔大樓的位置。建設新總部的合同是一份持續29年左右的公私合作合同。

## 外部連結
- 內政部主網站 （页面存档备份，存于）
- 由內政部創建或繼承的記錄，國內安全部，和有關機關——給予內政部職責的歷史，包括合併至內政部或從內政部交出的職責
- 內政部觀察－內政部失誤列表 （页面存档备份，存于）